# Wild 9
Wild 9 est un jeu vidéo de plates-formes en 2,5D conçu par David Perry, développé par Shiny Entertainment et édité par Interplay, sorti sur PlayStation en 1998.